# Frisón (caballo)
El frisón (en holandés fries, en inglés frisian o friesian) es una raza de caballo procedente de la región de Frisia de los Países Bajos.

## Características
Las crines de la cola y del cuello son muy espesas y abundantes, a veces pueden estar ambas trenzadas o algo onduladas. De la cabeza podemos decir que es bastante larga y está provista de orejas pequeñas, que siempre están erguidas y elegantes, características de su gran docilidad y excelente temperamento. En cuanto al carácter, son muy tranquilos y tienen mucha presencia, por lo que lo convierten en un animal perfecto para el tiro (véase caballo de tiro). También ha sido empleado en el circo a consecuencia de su pelaje negro, su majestuosidad y su talla impresionante. Antiguamente fue el caballo de guerra de los alemanes, el cual ha ido mejorando mediante diversos cruces, en especial con los caballos andaluces. Los países donde el caballo frisón es más apreciado son Holanda y Bélgica. Los caballos frisones son casi siempre negros como el azabache o, en algunos casos, castaños oscuros. No se permite ningún tipo de manchas, con una gran abundancia de pelo en las patas. Miden de 1,65 m a 1,75 m a la cruz.
Hay cuatro trastornos genéticos reconocidos por la industria que pueden afectar a los caballos de raza frisona: enanismo, hidrocefalia, tendencia a la rotura de la aorta y megaesófago.  Existen pruebas genéticas para las dos primeras afecciones.  El frisón también se encuentra entre varias razas que pueden desarrollar miopatía por almacenamiento de polisacáridos equinos. Aproximadamente el 0,25% de los frisones están afectados por enanismo, que da lugar a caballos con una cabeza de tamaño normal, un pecho más ancho de lo normal, una espalda anormalmente larga y extremidades muy cortas. Es una condición recesiva. Además, la raza tiene una tasa más alta de lo habitual de trastornos del sistema digestivo, y una mayor tendencia a tener hipersensibilidad a las picaduras de insectos. Al igual que algunas otras razas de tiro, son propensos a una condición de la piel llamada dermopatía  verrugosa en cuartilla y, en general, pueden ser propensos a tener un sistema inmunológico comprometido. Las yeguas frisonas tienen una tasa muy alta del 54% de retención de placenta después del parto. Algunos frisones de tamaño normal también tienen una propensión a la laxitud de tendones y ligamentos que puede o no estar asociada con el enanismo.  Se cree que la reserva genética relativamente pequeña y la endogamia son factores que están detrás de la mayoría de estos trastornos.

## Disciplinas
El caballo frisón se puede ver con frecuencia en exhibiciones ecuestres, entre los calares de una calesa frisona se distingue la tradición y una magnífica reputación como caballo de aprendizaje en las escuelas superiores de equitación. El caballo frisón cautiva nuestra mirada durante el trote a causa de su alto juego de la rodilla y de la cabeza. Se suele usar en competiciones de doma clásica, debido a su imponente aspecto y su movimiento, además de su gran agilidad y facilidades de aprendizaje en bailes que le puedan enseñar.

## Historia

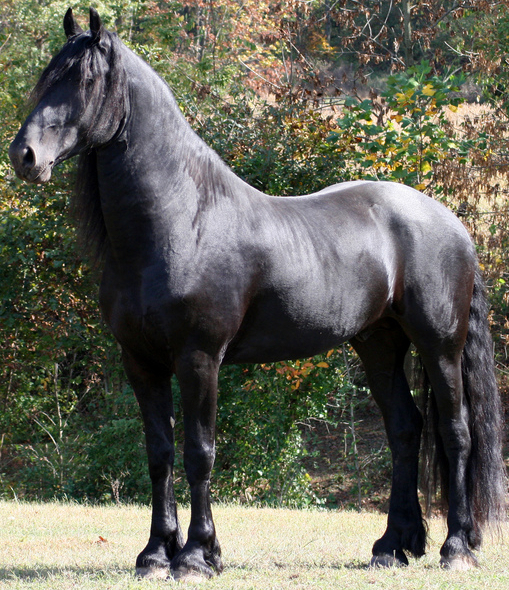
Modelo de caballo frisón.

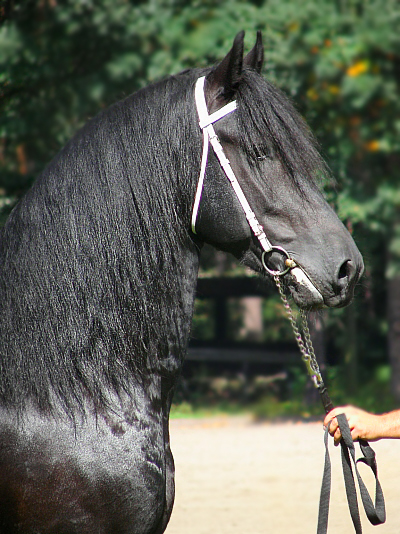
Cabeza de caballo frisón.

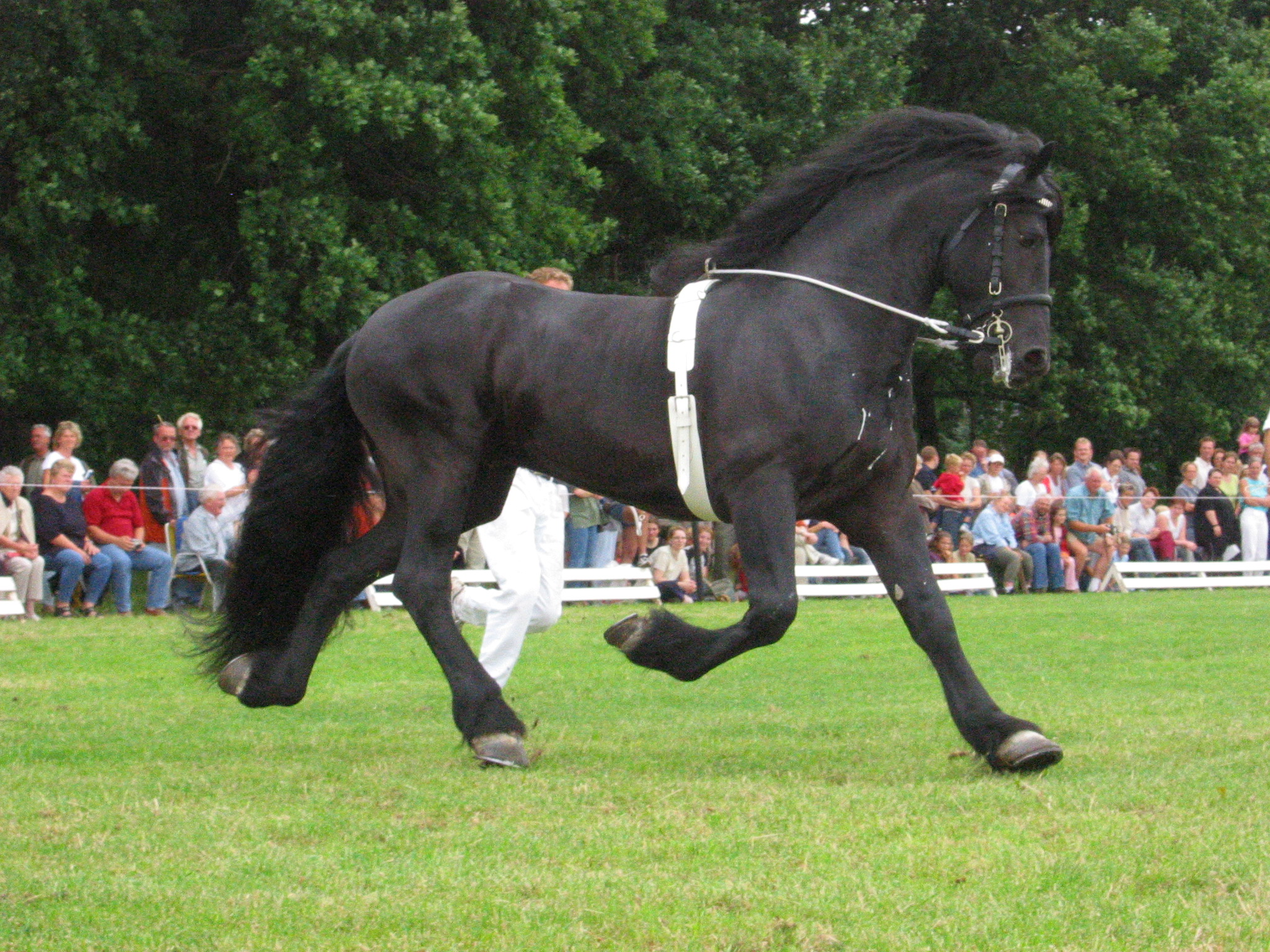
Caballo frisón al trote.

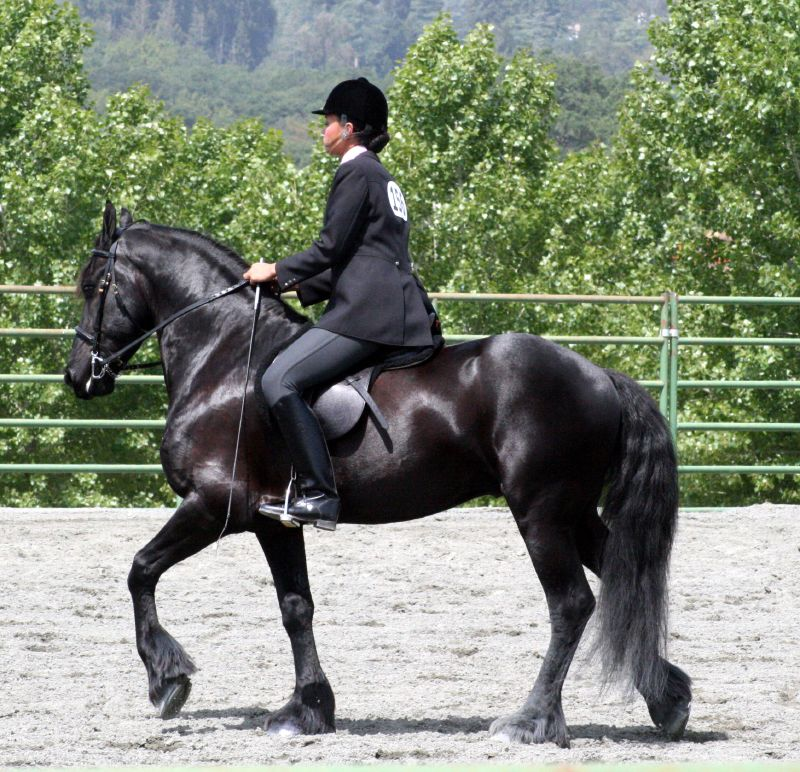
Caballo frisón montado.

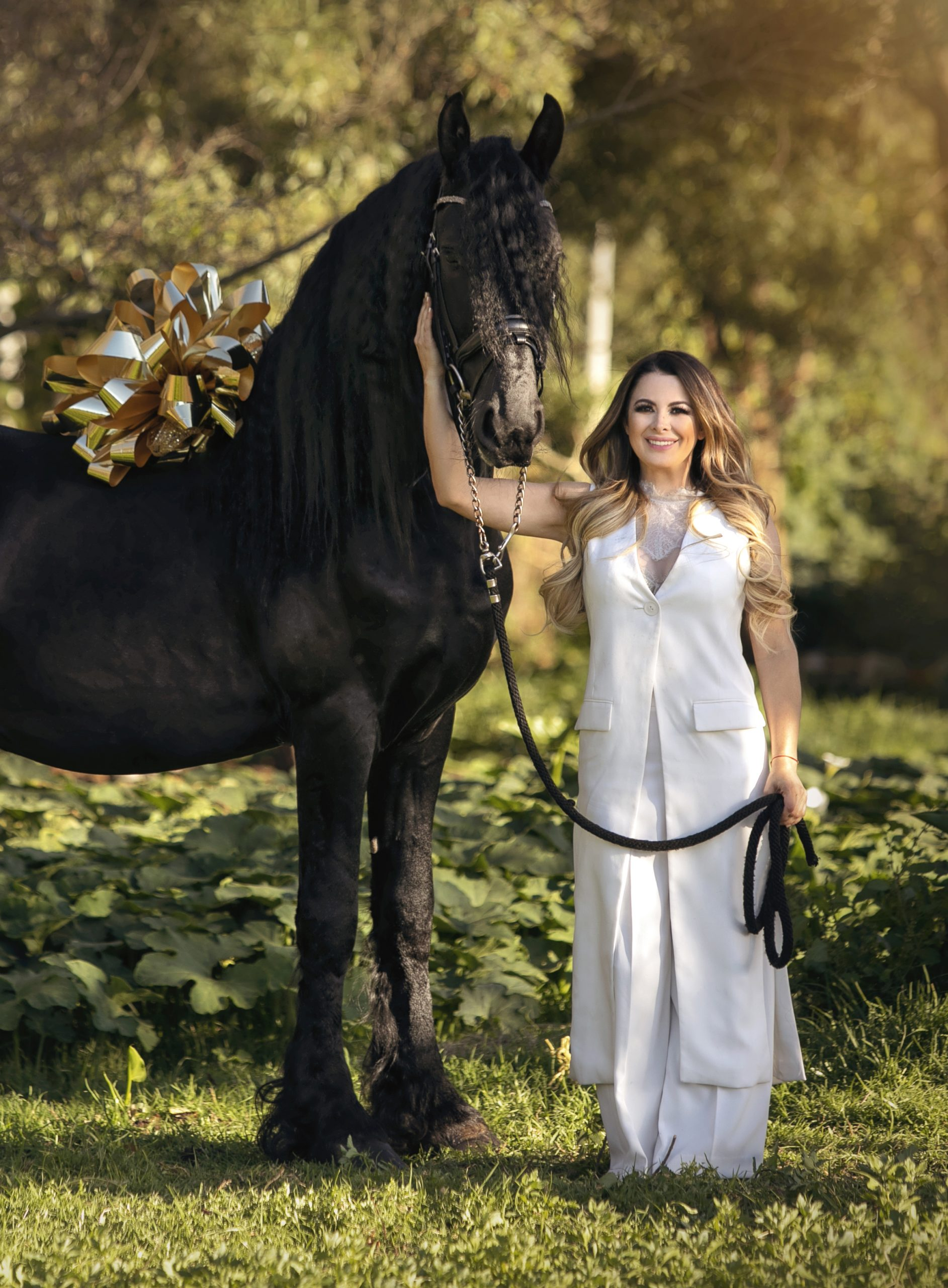
Caballo frisón peinado.

En el norte de los Países Bajos y Alemania se encuentra Frisia, una de las provincias con una gran superficie de agua debido a sus múltiples lagos. Posiblemente es una de las regiones más bonitas de este país y seguramente en donde el carácter más aflora. Un hombre frisón se caracteriza por la sobriedad y por estar acostumbrado a sobrevivir bajo circunstancias difíciles.
La historia de Frisia quedó marcada por dos situaciones adversas: el agua del mar y los condes de Holanda, que quisieron en repetidas ocasiones sumar las tierras frisonas a sus posesiones, sin éxito alguno, ya que sus habitantes jamás han estado dispuestos a doblegarse y rendirse.
La historia de la ganadería del caballo frisón es apasionante y únicamente se entiende conociendo el fuerte carácter propio de los habitantes de Frisia, que permanecieron fieles a su raza de caballos durante los tiempos muy difíciles, mientras que otras razas autóctonas, en varias de las demás provincias, se perdieron a causa de la cruza impulsiva y desordenada, incluso con ejemplares ajenos a su sangres. Es así como esta antigua raza caballar frisona es la única de origen neerlandés, autóctona y que aún sobrevive.
Hacia el año 150 después de Cristo, ya se conocía al caballo frisón, siendo muy codiciado para la guerras. Los historiadores romanos mencionan la aparición de tropas frisonas. Así mismo, en el siglo IV, se citan las apariciones de legiones de hombres y caballos frisones. Guillermo el Conquistador utilizó en la batalla de Hastings en 1066 caballos que se parecían enormemente a los sementales frisones.
Probablemente estos ejemplares y otras razas existentes en Europa, fueron cruzados con caballos árabes y españoles durante las Cruzadas, y posteriormente durante la guerra de los 80 años. La morfología actual de la raza que cuenta con una cabeza de cara convexa, un cuello erguido y una elevación distintiva en el trote, comprueban tal suposición.
La primera prueba escrita del nombre actual de esta raza data del siglo XVI y se trata del tan conocido retrato de Don Juan de Austria, montado sobre su caballo Phryso en Nápoles (1568).
En el siglo XVII, los caballos frisones se utilizaron en las escuelas de equitación, conjuntamente con los ejemplares de Pura Raza española. Fue desde entonces que el caballo frisón ya era apreciado para la Alta Escuela o Dressage, así como caballo de enganche. Durante los siglos XVIII y XIX, seguramente tras la desaparición de la nobleza a causa de la Revolución Francesa, el uso de esta raza de caballos se limitó progresivamente a la región de los Países Bajos, conocida hoy en día como la provincia de Frisia.
Al final del siglo XIX, en la provincia de Frisia, este caballo fue símbolo de riqueza e importancia entre los granjeros, quienes lo utilizaban los domingos para ir a la iglesia en su "sjees", un enganche típico de la región y que es tirado por dos caballos frisones. Se disfrutaba también del montar a estos caballos a pelo, únicamente cubiertos con una pequeña manta de color naranja, en carreras de corta distancia para trotones. En esa época la raza frisona produjo algunos trotones famosos. Seguramente fue en ese tiempo que se llegó a utilizar al caballo frisón en las ganaderías rusas de caballos trotones "Orlov"" y en las ganaderías de trotones americanos que se encontraban en auge.
Al final del siglo anterior y al principio del presente siglo, da inicio una etapa muy difícil para el caballo frisón. En este tiempo, los frisones tuvieron que competir con las razas pesadas del tipo del caballo autóctono de la provincia de Groninga (Países Bajos) o de Oldenburg (Alemania). Esta competencia tuvo resultados casi fatales para la raza frisona.
Además del paseo hacia la iglesia los domingos y de alguna diversión ocasional, estaba también el trabajo arduo que se realizaba en las granjas, donde este caballo con sangre noble, al que irónicamente se le llamaba el “señorito con talento para bailar", quedaba en desventaja, pues carecía de aptitudes para realizar tan difíciles tareas. Muchos de los granjeros optaron por los caballos de sangre fría de la llamada "Bovenlander", y que específicamente eran criados para este tipo de trabajo tan duro, o cruzaban sus caballos frisones con razas más pesadas. Esta evolución casi causó la desaparición de la raza frisona.
El 1 de mayo de 1879, personas preocupadas en el futuro de esta raza, fundaron el "Libro-Matrícula de la Raza Caballar Frisona"; dando origen al primer “Stamboek” (Libro de Ejemplares) que existe en los Países Bajos.
A pesar de la influencia positiva de aquel Libro-Matrícula, la popularidad del caballo pesado de sangre fría continuaba siendo una amenaza para la raza frisona, que siguió descendiendo en número, en los principios del siglo XX. En 1919, no existían más de 3 sementales inscritos para su uso en la ganadería, ni se contaba con sementales jóvenes para poder reemplazarlos. Parecía que se acercaba la extinción definitiva de la raza.
Sin embargo, un centenar de ciudadanos de Frieslandia se reunieron fundando a la par que el Libro-Matrícula, una Asociación con el fin de proteger al caballo Frisón de su desaparición eminente.
Después de la situación crítica del año 1913, no quedaba otra opción: el caballo Frisón debía contar con las aptitudes necesarias para competir con el popular caballo de tiro de la raza "Bovenlander". Habría de hacer una concesión al lujo y producir un animal con más fuerza, llegando a la creación de un tipo de caballo Frisón con menor alzada y más masa corpulenta. Hoy día ya no se buscan estas características, sino un animal más fino, largo y lujoso.
En los años sesenta, siguió otra crisis para esta ganadería -- la desaparición del caballo como fuente de fuerza en las empresas agrícolas.
A la mayoría de los granjeros les faltaba tiempo y dinero, como para mantener caballos exclusivamente para placer. No hace mucho, en 1965, las yeguas registradas en el Libro-Matrícula no pasaban de 500 ejemplares.
Por fortuna, se presentó un factor nuevo para salvar al caballo Frisón y que fue la influencia de una economía próspera. Con esto, se aumentaron las posibilidades de dedicar tiempo y dinero al ocio, y así se presentaban nuevas oportunidades para el caballo Frisón – ser utilizado para fines recreativos. Esta raza mostró ser idónea en todo tipo de enganches, y además comprobó su disposición favorable en la Doma Clásica. Especialmente, sobresalieron las aptitudes del caballo Frisón como caballo de espectáculo.
Sin embargo, la demanda repentina presentaba un peligro. ¿Cómo se podía mantener y proteger o incluso mejorar la calidad del caballo Frisón al aumentarse la producción tan drásticamente? El problema de consanguinidad por existir tan pocos ejemplares, se tenía que vencer. No fue un trabajo sencillo producir desde una reserva genética de 500 yeguas y 10 sementales una población mundial, conservando la fertilidad y las características de la raza.
Gracias a la política rigurosa del Libro-Matrícula y la colaboración de los ganaderos en cuanto a la elección de los sementales, se ha conseguido salvaguardar la calidad. Jamás se consideró utilizar sangre extraña para poder solucionar los problemas con rapidez.
Se trabajaba incansablemente para mejorar la raza, seleccionando los ejemplares destinados a la reproducción, con el fin de criar un caballo polifacético.
A pesar de que las exigencias con los años variaban, el caballo Frisón ha guardado la misma morfología. Existen ciertos aspectos que son difíciles de describir pero tienen que ver con la nobleza, el orgullo y la vitola o apariencia. Sus rasgos más importantes son los ojos oscuros de mirada entrañable, el cuello erguido, las crines negras espesas y largas, así como la cola ondulada y el abundante pelo en las cuartillas de sus patas. El color negro representa la característica más preponderante de la raza. El único detalle blanco que se admite es en la frente y preferiblemente de un tamaño muy reducido. La cabeza no debe ser ni larga ni grande, sino denotar nobleza y expresión; las orejas, de tamaño mediano con sus puntas dirigiéndose levemente hacia el interior. El cuello erguido, deberá ser lo suficiente largo, sin mostrar una sobre masa o ser excesivo. La alzada a la cruz habrá de ser entre l.58 y l.65 m para considerarse apropiada. La grupa se prefiere algo alta y suficientemente larga. Las extremidades tienen gran importancia, debiendo estar correctamente balanceadas y conformadas, ser resistentes y sin fallas.
En los últimos años la ganadería del caballo Frisón ha enfocado gran atención en la calidad del movimiento o los aires. Es importante que el caballo Frisón disponga de un buen paso, amplio y elástico, así como, de un trote elevado que además cubra suficiente terreno.
La etapa más reciente en la historia del Frisón muestra lo que el hombre puede hacer, cuando se decide a actuar en beneficio de sí mismo. En la mayoría de los países del Oeste de Europa, como Alemania, Bélgica, España, Francia, Gran Bretaña e Irlanda, Dinamarca, Suecia, Suiza y Austria, y también en los Estados Unidos, Canadá, Sudáfrica, Australia y Japón, se crían hoy día caballos Frisones.
La selección en los Países Bajos se realiza mediante un proceso muy estricto de valoración. Se eligen los mejores sementales que se someten a pruebas intensivas durante cincuenta días, en el Centro del Caballo Frisón en Drachten. Los pocos que entonces quedan, cumplen con las mayores exigencias y se inscriben como sementales aptos para la reproducción. Sin embargo, la inscripción definitiva no se hace antes de que pasen tres años, durante los cuales se comprueba que el semental pueda transmitir sus excelentes características a sus descendientes.
Por eso, los ejemplares más buscados, son aquellos que cuenten con su Certificado de Registro del Stud-Book o Asociación KFPS, en Drachten. (documento de rayas transversales verde y amarillas, con sello de la KFPS y firma autorizada.
En el mundo existen Asociaciones ligadas al KFPS, dichas Asociaciones juegan un papel fundamental a la hora acercar esta raza a la gente que la desconoce, son los encargados de velar por la aromia de la raza además de hacer concursos como mínimo cada dos años, en España existe la Asociación Nacional del Caballo Frisón (ANPRF). En Colombia, los dueños de caballos Frisones pueden registrarlos en KFPS, a través de Criadero Diluo